# Monkey Me (singolo)
Monkey Me è il terzo singolo della cantautrice francese Mylène Farmer, estratto dal suo nono album studio Monkey Me.
Polydor annuncia la pubblicazione della traccia in versione digitale e fisica verso l'inizio del mese di settembre. Per la prima volta, tramite un concorso, gli ammiratori potranno creare la copertina del singolo che andrà ad essere quella ufficiale per promuovere la traccia. In occasione viene aperto un mini sito apposito che raccoglie tutte le proposizioni di copertine inviate con l'hashtag MonkeyMeCover su Twitter e/o Instagram fino al 16 agosto 2013.

## Videoclip
Il videoclip ritrae una scimmia computerizzata nel mezzo della caduta dei grattacieli intorno ad essa.

## Supporti
- Versione mp3
- CD promo
- CD singolo
- CD maxi
- Vinile 33/45 giri